# Miklós József (labdarúgó)
Miklós József (Cered, 1949. május 22. – 2012. június 14.) labdarúgó, hátvéd.

## Pályafutása
12 évesen kezdett futballozni. A Petőfibánya, a Tatabányai Vasas, a Recski Bányász és ismét a Petőfibánya játékosa volt. A 100 métert 11,2 másodperc alatt futotta. 1971 és 1977 között a Salgótarjáni BTC labdarúgója volt. Az élvonalban 1971. november 28-án mutatkozott be a Vasas ellen, ahol csapata 1–0-s győzelmet aratott. Tagja volt 1971–72-es bajnoki bronzérmes csapatnak. Az élvonalban 60 alkalommal szerepelt és egy gólt szerzett.

## Sikerei, díjai
- Magyar bajnokság
  - 3.: 1971–72

## jegyzetek
1. ↑  Elutazott az SBTC Gyomára.  Nógrád,  XXVII. évf.  163. sz. (1971. július 13.)   7. o.